# Hillside Acres
Hillside Acres est une census-designated place située dans le comté de Webb, dans l’État du Texas, aux États-Unis. Sa population s’élevait à 30 habitants lors du recensement de 2010.